# Callobius canada
Callobius canada är en spindelart som först beskrevs av Chamberlin och Ivie 1947.  Callobius canada ingår i släktet Callobius och familjen mörkerspindlar. Inga underarter finns listade.